# CSO Voluntari
Pour les articles homonymes, voir CSO.
Le Club Sportiv Orășenesc Voluntari (CSO Voluntari), est un club omnisports roumain fondé le 2005. Son siège se situe à Voluntari et il dispose d'installations sportives au complexe sportif Gabriela Szabo.

## Histoire
Le club a été fondé en 2005 et évolue depuis, à travers les entraînements, compétitions, médailles, trophées, et le développement des athlètes.
Son objectif principal est de promouvoir la pratique sportive au sein de la communauté de la ville de Voluntari, en offrant des conditions optimales et un soutien constant. 1200 enfants pratiquent gratuitement une activité sportive dans la ville, répartis dans 15 sections sportives coordonnées professionnellement. Le club organise des événements locaux et nationaux.

## Sections du CSO Voluntari
Le CSO Voluntari dispose des sections suivantes :
- Athlétisme
- Badminton
- Basket-ball : CSO Voluntari (basket-ball, masculins)
- Boxe
- Danse sportive
- Handball
- Hockey sur gazon
- Karaté Gōjū
- Karaté Shōtōkan
- Kickboxing
- Lutte
- Natation
- Tennis de table
- Volley-ball